# لازارو راموس
لازارو راموس (اسپانیایی: Lázaro Ramos‎؛ زادهٔ ۱ نوامبر ۱۹۷۸) یک هنرپیشه اهل برزیل است. وی از سال ۱۹۹۳ میلادی تاکنون مشغول فعالیت بوده‌است.
از فیلم‌ها یا برنامه‌های تلویزیونی که وی در آن نقش داشته است می‌توان به کاراندیرو اشاره کرد.